# Nicholas Santos
Nicholas Araújo Dias dos Santos (Ribeirão Preto, 14 febbraio 1980) è un nuotatore brasiliano.
Ha preso parte a due edizioni delle Olimpiadi, Pechino 2008 e Londra 2012, ed è stato tre volte campione mondiale nei 50m farfalla in vasca corta (2012, 2018 e 2021) e due volte vicecampione mondiale in vasca lunga nella stessa specialità (2015 e 2017). 
Il 6 ottobre 2018 ha stabilito il record mondiale nei 50m farfalla in vasca corta con il tempo 21"75; sulla stessa distanza, ma in vasca lunga, nel 2017 ha in precedenza stabilito pure il record americano col tempo 22"61.

## Palmarès
- Mondiali

Kazan' 2015: argento nei 50m farfalla.
Budapest 2017: argento nei 50m farfalla.
Gwangju 2019: bronzo nei 50m farfalla.
Budapest 2022: argento nei 50m farfalla.
- Mondiali in vasca corta

Indianapolis 2004: argento nella 4x100m sl, bronzo nei 50m sl.
Dubai 2010: bronzo nella 4x100m sl.
Istanbul 2012: oro nei 50m farfalla.
Doha 2014: oro nella 4x50m misti e nella 4x50m misti mista, argento nei 50m farfalla.
Windsor 2016: argento nella 4x50m misti mista.
Hangzhou 2018: oro nei 50m farfalla, bronzo nella 4x50m misti.
Abu Dhabi 2021: oro nei 50m farfalla.
Melbourne 2022: oro nei 50m farfalla.
- Campionati panpacifici

Irvine 2010: argento nei 50m farfalla.
- Giochi panamericani

Rio de Janeiro 2007: oro nella 4x100m sl, argento nei 50m sl.
Guadalajara 2011: oro nella 4x100m sl.
- Giochi sudamericani

Santiago 2014: oro nella 4x100m misti.
- Universiadi

Smirne 2005: bronzo nei 50m sl e nei 50m farfalla.
Bangkok 2007: oro nei 50m sl, argento nei 50m farfalla.

## International Swimming League
| Stagione 2020 | Stagione 2021 |
| ------------- | ------------- |
| Iron          | Iron          |